# Riku Nieminen
Riku Nieminen (ur. 5 maja 1986 w Kajaani) – fiński aktor, tancerz i prezenter telewizyjny, znany z roli w pięciu pierwszych sezonach serialu Putous, a także jako jury siódmego sezonu fińskiej wersji programu Strictly Come Dancing. Obecnie jest znany jako prezenter fińskiej wersji Najsłabszego ogniwa.

## Życie osobiste
Od 2009 roku jest zaangażowany w Zeitgeist Movement. Od 2007 roku jest żonaty z Anniką Poijärvi.

## Filmografia

### Filmy
- 2011: Risto jako kadet
- 2012: Renifer Niko ratuje brata (Niko – Lentäjän poika 2) jako Kometa (głos)
- 2013: 21 sposobów na rozpad małżeństwa (21 tapaa pilata avioliitto) jako Aleksi Sepänniitty
- 2014: Eila, Rampe ja Likka jako Pirkka
- 2015: Ollaan vapaita jako Henri
- 2015: Nuotin vierestä jako Arto Mulkonsaari
- 2016: Love Records: Anna mulle Lovee jako Christian 'Chrisse' Schwindt
- 2016: Rölli ja kaikkien aikojen salaisuus jako Mauno Matu (głos)
- 2016: Kanelia kainaloon, Tatu ja Patu jako Patu
- 2018: Valmentaja jako Esko
- 2018: Juice jako Juice Leskinen
- 2021: Syke: Hätätila jako Anton Järvinen
- 2023: Spede jako Pertti "Spede" Pasanen
- 2024: Renifer Niko i zaginione sanie Mikołaja (Niko ja myrskyporojen arvoitus) jako Kometa (głos)

### Programy telewizyjne
- 2009: Ihmebantu
- 2010-2015: Putous
- 2011-2012: Vedetään hatusta
- 2012: Paparazzit
- 2012: Roba
- 2012: Tanssii tähtien kanssa (fińska wersja Strictly Come Dancing)
- 2015: Kingi
- 2015: 1001 Rikua
- 2017: Heikoin lenkki (fińska wersja Najsłabszego ogniwa)